# Anna Leonowens

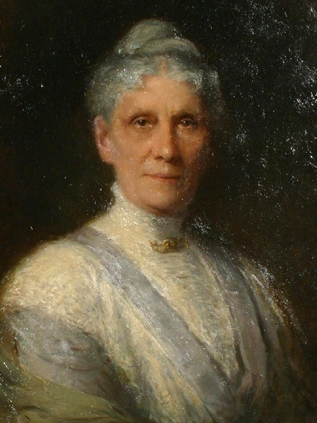
Robert Harris (1849–1919): Portrait of Anna H. Leonowens (Ausschnitt) Öl auf Leinwand, 76,2 × 60 cm. Confederation Centre Art Gallery, Charlottetown

Anna Harriette Leonowens (* 6. November 1831 in Ahmednagar, Indien als Ann Hariett Emma Edwards; † 19. Januar 1915 in Montreal, Kanada) war eine britisch-indische Lehrerin und Schriftstellerin.
Anna Leonowens wurde berühmt durch ihre Bücher und Erzählungen über ihren fünfjährigen Aufenthalt von 1862 bis 1867 in Siam (heute Thailand), wohin sie gerufen wurde, um die etwa fünfzig Kinder des Königs von Siam, König Mongkut (Rama IV.), in englischer Sprache zu unterrichten. Ihre Geschichte war Grundlage des biographischen Romans Anna and the King of Siam („Anna und der König von Siam“) von Margaret Landon aus dem Jahr 1944, der als Broadway-Musical The King and I („Der König und ich“) adaptiert und mehrmals verfilmt wurde.
Später wirkte sie in den USA und Kanada als Vortragsreisende, Orientexpertin, Frauenrechtlerin und Dozentin für Sanskrit.

## Herkunft und Jugend
Anna Leonowens wurde 1831 in Ahmednagar geboren, das damals zur Präsidentschaft Bombay Britisch-Indiens gehörte und im heutigen Bundesstaat Maharashtra liegt. Ihr Mädchenname war Edwards, im Taufregister wurden die Vornamen Ann Hariett Emma eingetragen. Ihr Vater war der aus Middlesex stammende Tischler und Feldwebel bei den Sappers und Miners der Bombay Army Thomas Edwards, ihre Mutter die Anglo-Inderin Mary Ann Glascott, Tochter eines Offiziers der Bombay Army und dessen vermutlich einheimischer Partnerin. Anna hatte eine ältere Schwester, Eliza. Ihr Vater starb drei Monate vor Annas Geburt. Leonowens machte später bewusst falsche Angaben über ihre Herkunft. So gab sie ihren Mädchennamen mit Crawford an, während Edwards der Mädchenname ihrer Mutter gewesen sei, und behauptete, aus Caernarfon (Wales) zu stammen. Mit dieser gefälschten Herkunftsgeschichte wollte sie wahrscheinlich ihre teilweise nicht-europäische Herkunft verdecken, die in der damaligen Zeit als minderwertig angesehen wurde. Ihr Rufname war zunächst Harriett(e) und nicht Anna.
Kurz nach Annas Geburt heiratete die Mutter erneut: Patrick Donohoe, einen katholischen Iren, damals Korporal in der Pioniertruppe, später Ingenieur im Dienst des Amts für öffentliche Bauarbeiten. Die Familie Donohoe zog mit dem Regiment des Stiefvaters mehrmals innerhalb des westlichen Indiens um, ab ca. 1841 lebte sie in Deesa (Gujarat), damals eine wichtige Garnisonsstadt der Britischen Ostindien-Kompanie. Anna besuchte eine Mädchenschule der Bombay Education Society in Byculla (heute ein Stadtteil von Mumbai), die vor allem „gemischtrassige“ Kinder britischer Soldaten ausbildete, deren Väter gestorben oder abwesend waren. Ihre eigene Angabe, ein Internat in Wales besucht zu haben und erst im Alter von 15 Jahren nach Indien, ein für sie angeblich „fremdes Land“ gekommen zu sein, ist höchst unplausibel.
Ab Dezember 1845 war auch Thomas Leon Owens, ein aus Irland stammender Protestant, zwei Jahre lang als Sekretär des Zahlmeisters im 28. Regiment in Deesa stationiert. Er war überdurchschnittlich gebildet, informierte sich über soziale Fragen, bezog Stellung zu ihnen und stellte zuweilen Autoritäten infrage. Anna verliebte sich in ihn. Ihr Stiefvater lehnte die Beziehung zunächst ab, möglicherweise weil er Leon Owens als unzuverlässig ansah und seine Stieftochter an einen erfolgversprechenderen Versorger verheiraten wollte. Ende 1847 wurde Donohoe als stellvertretender Aufseher der öffentlichen Bauarbeiten in die britische Kolonie Aden versetzt. Ob Anna und der Rest der Familie ihn dorthin begleiteten oder in Indien blieben, ist ungewiss. Spätestens ab 1849 lebte die Familie dann dauerhaft in Pune (heutiger Bundesstaat Maharashtra).
Anna und Thomas Leon Owens heirateten am 25. Dezember 1849 in der anglikanischen Kirche von Pune. Ihr Stiefvater scheint sich schließlich mit der Beziehung der beiden abgefunden zu haben, jedenfalls ist die Eheurkunde auch von ihm unterzeichnet. Das steht im Widerspruch zu Annas eigener Darstellung, der Stiefvater, den sie als „Haustyrannen“ bezeichnet, hätte die Verbindung erbittert abgelehnt und jeden Kontakt abgebrochen. Überlieferte Briefe dokumentieren jedoch, dass sie auch später längere Besuche bei der Familie in Pune abstattete. Thomas fügte seinen Mittel- und Nachnamen bereits bei der Hochzeit zu LeonOwens zusammen und schrieb ihn spätestens ab 1853 als Leonowens.
Noch vor ihrer Hochzeit, die ihren eigenen Angaben nach erst 1851 stattfand, will Leonowens drei Jahre lang mit dem Orientalisten Reverend George Percy Badger und seiner Ehefrau durch Ägypten und den Nahen Osten gereist sein. Diese Reise wird von neueren Biographien als Erfindung betrachtet. Wahrscheinlich hatte Leonowens von Badger, mit dem sie vielleicht bekannt war, Berichte über dessen Reisen gehört oder gelesen. Ihre Persischkenntnisse können schlicht damit erklärt werden, dass in den 1840er-Jahren Persisch noch Verkehrssprache in Pune war.

## Reisen und Lehrtätigkeit in Australien und Asien
In ihrer Ehe gebar Anna Leonowens insgesamt vier Kinder, von denen nur zwei überlebten, die Tochter Avis (1854–1902) und der Sohn Louis (1856–1919). Anders als von ihr erzählt, war Thomas kein erfolgreicher Offizier (sie „verlieh“ ihm nachträglich den Rang eines Majors), sondern hatte Schwierigkeiten, eine berufliche Stellung zu halten. Dadurch war die Familie gezwungen, oft umzuziehen. Sie verließen Indien im November 1852 und lebten bis 1855 in Perth (Westaustralien), wo Thomas im britischen Kommissariat arbeitete, während Anna Ende 1853 eine „Schule für junge Damen“ eröffnete. Anschließend lebten sie in der 300 Meilen weiter nördlich gelegenen Sträflingskolonie Lynton. Im Jahr 1857 zogen sie nach Singapur, ab 1858 lebten sie in Penang (damals Teil der britischen Straits Settlements, heute Malaysia), wo Thomas Leonowens ein Hotel betrieb. Er starb um 1859 an einem Schlaganfall. Anna reiste mit ihren Kindern zurück nach Singapur, wo sie ihre neue Identität als gebürtige Waliserin und Witwe eines Majors annahm. Dort baute sie mithilfe von Freunden eine kleine Schule auf.

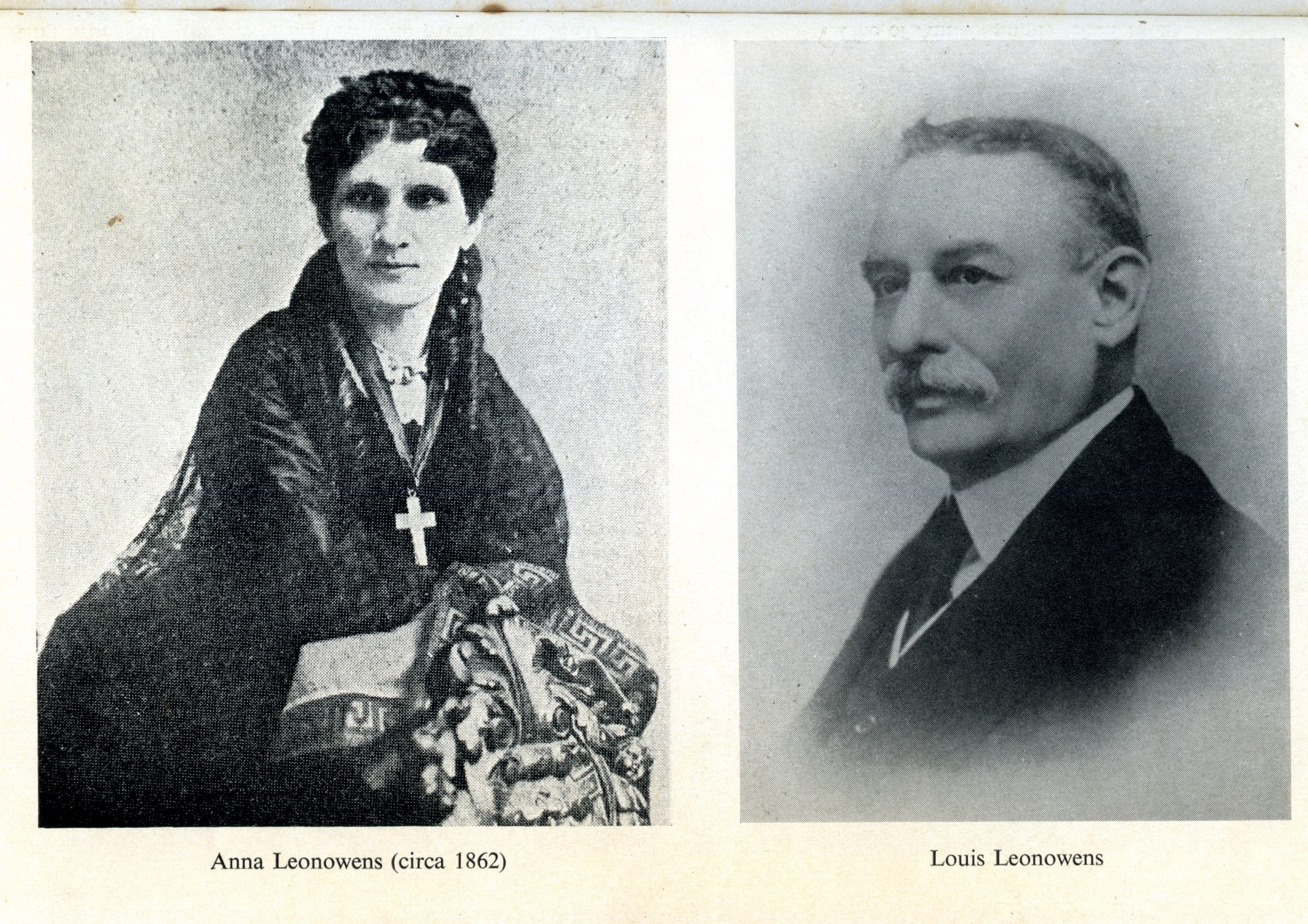
Fotografie von Anna Leonowens (ca. 1862), daneben ihr Sohn Louis

Im Februar 1862 lud sie der siamesische König Mongkut ein, seine Kinder und die der Höflinge in der englischen Sprache zu unterrichten. Sie nahm das Angebot kurzentschlossen an und reiste nach Bangkok. Während Louis sie begleitete, schickte sie die damals 7-jährige Avis auf ein Internat in London und sah sie sechs Jahre lang nicht wieder. Während ihres Aufenthalts in Siam erteilte sie den Kindern des Königs Englisch-Unterricht. Sie trat ihren Dienst am 3. April 1862 an. Möglicherweise half sie dem König zeitweise auch bei der Beantwortung englischsprachiger Korrespondenz. Sie blieb bis Juli 1867 in Siam.

## Späteres Leben in Nordamerika und Deutschland
Nach ihrem fünfjährigen Aufenthalt in Siam reiste Anna Leonowens in die Vereinigten Staaten, wo sie sich im New Yorker Bezirk Staten Island niederließ, an einer Mädchenschule unterrichtete und ihre Bücher schrieb. Ab 1872 hielt sie auf Einladung der Schriftstellerin Annie Adams Fields Vorträge in Boston und ging 1872–73 auf eine erste Vortragsreise durch die USA. Leonowens wurde eine anerkannte Orientexpertin. Im Sommer 1878 gab sie einen Sanskrit-Kurs am Amherst College in Massachusetts.
Anschließend zog sie zu ihrer Tochter Avis nach Halifax in der kanadischen Provinz Nova Scotia, wo ihr Schwiegersohn Thomas Fyshe in leitender Position bei der Bank of Nova Scotia arbeitete. Im Auftrag der Zeitschrift The Youth’s Companion reiste Leonowens 1881 durch Russland und schrieb eine Reihe von Artikeln darüber. Ihr Sohn Louis ging unterdessen erneut nach Siam, wo er als Offizier in der Kavallerie diente und eine Handelsgesellschaft für Teakholz gründete, die noch heute existiert. Anna Leonowens rief in Halifax einen Literaturzirkel und einen Shakespeare-Club ins Leben. Zudem gründete sie 1887 die Victoria School of Art and Design, die heute als Nova Scotia College of Art and Design (NSCAD) bekannt ist. Von 1888 bis 1893 lebte sie mit ihrer Tochter und ihren Enkeln in Kassel in der damaligen preußischen Provinz Hessen-Nassau. Nach 19 Jahren der Trennung traf sie in London  ihren Sohn Louis wieder und nahm – nach dem Tod seiner Frau Caroline (Tochter einer Siamesin und eines britischen Diplomaten) – dessen Kinder in ihre Obhut.
Nach Kanada zurückgekehrt, wurde Leonowens im Jahr 1895 erste Vorsitzende der Women’s Suffrage Association (Verein für Frauenwahlrecht) in Halifax. Mit ihrer Enkelin Anna Fyshe reiste sie 1897 erneut nach Europa. Bis 1901 studierte sie als Gasthörerin an der Universität Leipzig beim Indologen Ernst Windisch Sanskrit und klassische indische Literatur, während die Enkelin eine Klavierausbildung am Konservatorium der Musik absolvierte. Im Anschluss daran lehrte Leonowens als Dozentin für Sanskrit an der McGill University in Montreal. Ihre letzte Vorlesung hielt sie im Alter von 78 Jahren.

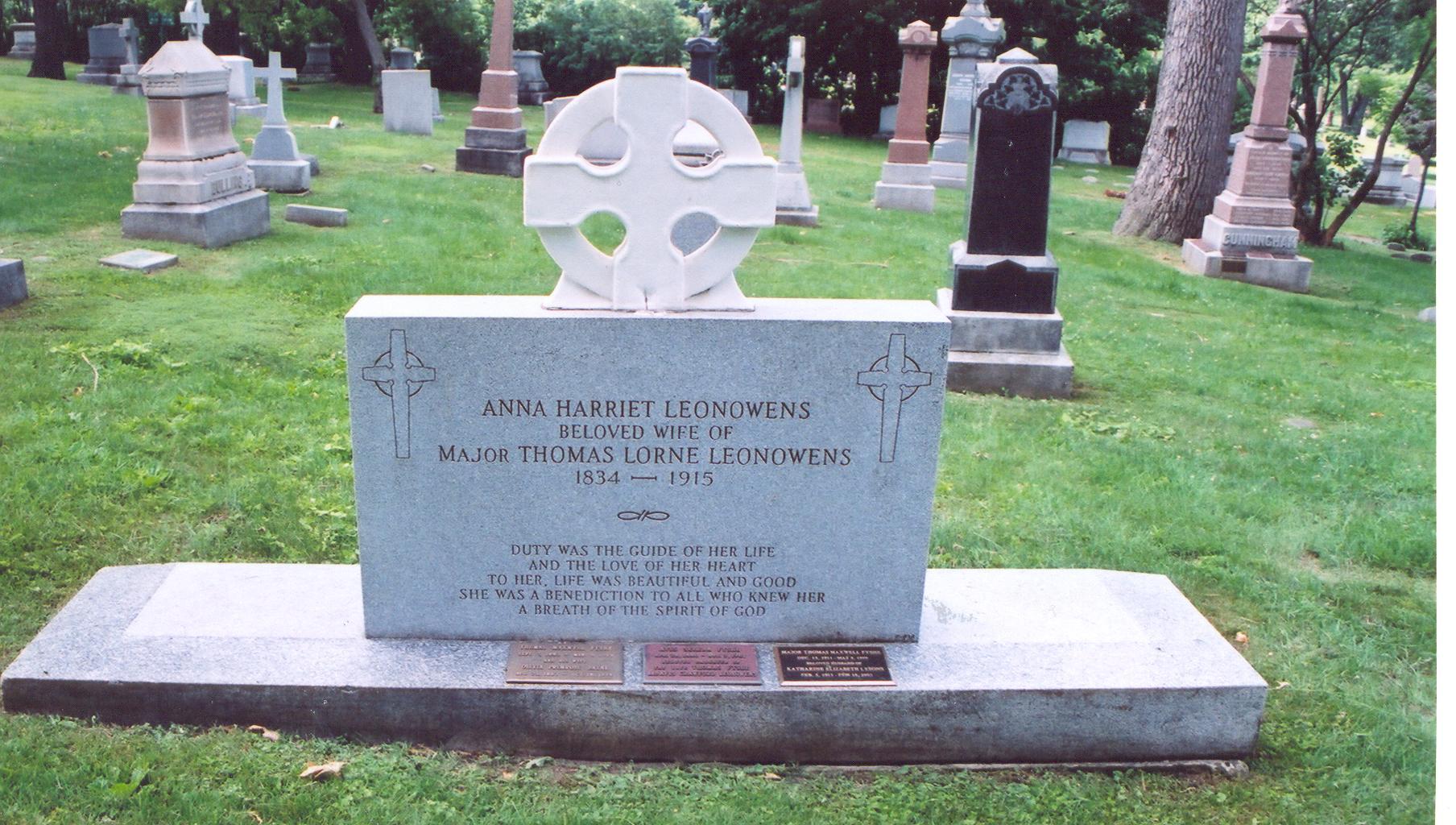
Grab der Anna Leonowens auf dem Friedhof Mont-Royal in Montreal

Leonowens liegt auf dem Friedhof Mont-Royal in Montreal begraben. Sie ist die Großtante des Schauspielers Boris Karloff.

## Reiseberichte
Leonowens verfasste nach ihrer Rückkehr aus Siam selbst Artikel über ihr Leben und Arbeiten am Königshof und schrieb 1870 ihre erfolgreichen Memoiren, The English Governess at the Siamese Court, denen 1873 die Erzählung Romance of the Harem folgte.
Leonowens Kritiker bemängelten historische Ungenauigkeiten, Ausschmückungen, eine übertriebene Darstellung ihrer eigenen Rolle sowie eine betont feministisch-kritische Betrachtung des Lebens am siamesischen Hofe. Historische Tatsachen, einige offensichtliche Fehler und abweichende Berichte anderer, zur gleichen Zeit in Siam anwesender Ausländer widerlegen heute viele ihrer Aussagen. Historiker sind der Meinung, die Lehrerin habe ihre eigenen Fähigkeiten übertrieben und den König als Narren diffamiert, obwohl sie in Wirklichkeit kaum mit ihm in Berührung kam.
Schon der Titel ihrer Erinnerungen ist demnach unpassend, da sie nicht als governess (Erzieherin) angestellt wurde, was eine umfassende Betreuung der Prinzen und Prinzessinnen bedeutet hätte, sondern ausschließlich als Lehrerin für englische Sprache. Obwohl sie behauptet, fließend Thai gesprochen zu haben, sind die in ihren Aufzeichnungen gegebenen Beispiele völlig unverständlich. Mongkuts Sohn und Nachfolger, König Chulalongkorn (Rama V.), soll sich ihrer Enkelin Anna Fyshe zufolge bei einer Begegnung in London 1897 persönlich bei Leonowens beschwert haben, warum sie ein so „boshaftes“ Buch geschrieben habe, das seinen Vater „äußerst lächerlich“ dastehen lasse und ihn dem Spott der Welt aussetze. Leonowens bestand aber darauf, dass ihre Aufzeichnungen wahrheitsgetreu seien.

## Bekanntheit durch Roman, Filme und Musical
International bekannt wurde Leonowens Geschichte allerdings erst 1944 durch den semi-fiktionalen biographischen Roman Der König und ich (Originaltitel: Anna and the King of Siam) der amerikanischen Schriftstellerin Margaret Landon, die sich mit dem Leben von Leonowens befasst hatte. Auf diesem Buch und den Schriften Leonowens basieren neben dem Broadway-Musical The King and I (1951, mit Gertrude Lawrence und Yul Brynner) insgesamt vier Verfilmungen:
- Anna und der König von Siam (1946, Kinofilm mit Irene Dunne und Rex Harrison, Originaltitel: Anna and the King of Siam)
- Der König und ich (1956, Musicalverfilmung mit Deborah Kerr und Yul Brynner, Originaltitel: The King and I)
- Anna und der König von Siam (1972, Fernsehserie mit Samantha Eggar und Yul Brynner, Originaltitel: Anna and the King)
- Anna und der König (1999, Kinofilm mit Jodie Foster und Chow Yun-Fat, Originaltitel: Anna and the King).

Allesamt beschreiben die Kinderlehrerin in der Position einer Erzieherin und Gouvernante mit einer einflussreichen Beziehung zu dem damaligen König. Dies steht im Widerspruch zur Einschätzung des Historikers Alexander Griswold, der in seiner Biographie König Mongkuts bezweifelt, dass Leonowens eine größere Rolle im Leben des Herrschers oder seiner Kinder gespielt habe. Eine erste kritischere Auseinandersetzung mit der Biographie Leonowens veröffentlichte der britische Naturforscher W. S. Bristowe im Jahr 1976.
Noch heute protestiert die thailändische Regierung gegen den Mythos Leonowens, was unter anderem auch der Grund war, dass der Film Anna und der König in Malaysia und nicht in Thailand gedreht wurde. Anders als in den drei vorhergegangenen Verfilmungen bemühten sich die Produzenten, den Anforderungen der thailändischen Regierung gerecht zu werden. Dennoch wurde dem Film das gleiche Schicksal zuteil wie dem Musical The King and I aus dem Jahre 1956. In Thailand darf er nicht aufgeführt werden. Dies würde den mit hohen Freiheitsstrafen bedrohten Straftatbestand der Majestätsbeleidigung erfüllen.

## Werk
- Anna Harriette Leonowens: The English Governess at the Siamese Court. Being Recollections of Six Years in the Royal Palace at Bangkok. 1870; The Project Gutenberg EBook